# Kadlabalu, Hagaribommanahalli
Kadlabalu là một làng thuộc tehsil Hagaribommanahalli, huyện Bellary, bang Karnataka, Ấn Độ.